# Memoriał Alfreda Smoczyka 1990
XL Memoriał Alfreda Smoczyka odbył się 1 września 1990 r. Wygrał Zenon Kasprzak z Leszna.

## Wyniki
- 1 września 1990 r. (sobota), Stadion im. Alfreda Smoczyka (Leszno)
- Najlepszy czas dnia: Zenon Kasprzak – w 3 wyścigu - 65,4 sek.

| Msc. | Zawodnik                   | Klub                  | Pkt  |             |  |
| ---- | -------------------------- | --------------------- | ---- | ----------- |  |
| 1    | (10) Zenon Kasprzak        | Unia Leszno           | 13   | (3,3,3,3,1) |  |
| 2    | (12) Tomasz Gollob         | Polonia Bydgoszcz     | 12+3 | (1,3,3,2,3) |  |
| 3    | (14) Roman Jankowski       | Unia Leszno           | 12+2 | (3,2,1,3,3) |  |
| 4    | (9) Mirosław Korbel        | ROW Rybnik            | 10   | (0,2,2,3,3) |  |
| 5    | (8) Eugeniusz Skupień      | ROW Rybnik            | 8    | (0,t,3,2,3) |  |
| 6    | (11) Zbigniew Krakowski    | Unia Leszno           | 8    | (2,1,2,1,2) |  |
| 7    | (16) Ryszard Dołomisiewicz | Polonia Bydgoszcz     | 7    | (0,2,3,2,0) |  |
| 8    | (15) Piotr Pawlicki        | Unia Leszno           | 7    | (2,3,2,t,w) |  |
| 9    | (1) Antoni Skupień         | ROW Rybnik            | 6    | (3,0,0,1,2) |  |
| 10   | (2) Henryk Bem             | ROW Rybnik            | 6    | (1,t,0,3,2) |  |
| 11   | (13) Janusz Stachyra       | Stal Rzeszów          | 6    | (1,3,2,d,-) |  |
| 12   | (7) Jan Krzystyniak        | Stal Rzeszów          | 6    | (3,2,1,d,-) |  |
| 13   | (6) Robert Sawina          | Apator Toruń          | 6    | (1,1,1,2,1) |  |
| 14   | (3) Jarosław Olszewski     | Wybrzeże Gdańsk       | 5    | (2,u,d,1,2) |  |
| 15   | (5) Jacek Gomólski         | Start Gniezno         | 4    | (2,w,1,0,1) |  |
| 16   | (4) Sławomir Drabik        | Włókniarz Częstochowa | 1    | (0,0,d,1,0) |  |
|      | rez. Adam Łabędzki         | Unia Leszno           | 3    | (1,1,1)     |  |
|      | rez. Paweł Jąder           | Unia Leszno           | 0    | (0,0,0)     |  |

Bieg po biegu
1. (66,4) A. Skupień, Olszewski, Bem, Drabik
2. (66,0) Krzystyniak, Gomólski, Sawina, E. Skupień
3. (65,4) Kasprzak, Krakowski, Gollob, Korbel
4. (66,0) Jankowski, Pawlicki, Stachyra, Dołomisiewicz
5. (66,4) Stachyra, Korbel, Łabędzki, A. Skupień, Gomólski (w2) / Łabędzki za Gomólskiego
6. (66,3) Kasprzak, Jankowski, Sawina, Jąder, Bem (t) / Jąder za Bema
7. (66,5) Pawlicki, Krzystyniak, Krakowski, Olszewski (u)
8. (66,6) Gollob, Dołomisiewicz, Łabędzki, Drabik, E. Skupień (t) / Łabędzki za Eugeniusza Skupienia
9. (66,7) Dołomisiewicz, Krakowski, Sawina, A. Skupień
10. (67,2) Gollob, Pawlicki, Gomólski, Bem
11. (67,4) E. Skupień, Korbel, Jankowski, Olszewski (d)
12. (67,1) Kasprzak, Stachyra, Krzystyniak, Drabik (d)
13. (67,4) Jankowski, Gollob, A. Skupień, Krzystyniak (d)
14. (66,9) Bem, E. Skupień, Krakowski, Stachyra
15. (67,4) Kasprzak, Dołomisiewicz, Olszewski, Gomólski
16. (67,7) Korbel, Sawina, Drabik, Jąder, Pawlicki (t) / Jąder za Pawlickiego
17. (68,1) E. Skupień, A. Skupień, Kasprzak, Pawlicki (w)
18. (68,2) Korbel, Bem, Łabędzki, Dołomisiewicz / Łabędzki za Krzystyniaka
19. (68,3) Gollob, Olszewski, Sawina, Jąder / Jąder za Stachyrę
20. (68,4) Jankowski, Krakowski, Gomólski, Drabik
21. Bieg dodatkowy o drugie miejsce (68,4) Gollob, Jankowski